# Ingsbergssjön
Ingsbergssjön är en sjö i Nässjö kommun i Småland och ingår i Motala ströms huvudavrinningsområde. Sjön är 2,5 meter djup, har en yta på 0,135 kvadratkilometer och är belägen 293 meter över havet. Vid provfiske har bland annat abborre, gädda, mört och ruda fångats i sjön.

## Delavrinningsområde
Ingsbergssjön ingår i det delavrinningsområde (639292-143448) som SMHI kallar för Utloppet av Ingsbergssjön. Avrinningsområdets medelhöjd är 304 meter över havet och ytan är 1,83 kvadratkilometer. Det finns inga delavrinningsområden uppströms utan avrinningsområdet är högsta punkten. Vattendraget som avvattnar avrinningsområdet har biflödesordning 2, vilket innebär att vattnet flödar genom totalt 2 vattendrag innan det når havet efter 233 kilometer. Delavrinningsområdet består mestadels av skog (40 procent). Bebyggelsen i området täcker en yta av 8,77 kvadratkilometer eller 40 procent av avrinningsområdet.

## Fisk
Vid provfiske har följande fisk fångats i sjön:
- Abborre
- Gädda
- Mört
- Ruda
- Sutare